# Big Smoke
Big Smoke, alias van Melvin Harris, is een hoofdpersonage uit het computerspel Grand Theft Auto: San Andreas. Zijn stem werd ingesproken door Clifton Powell. De personages noemen hem steevast Smoke. Het personage is op termijn uitgegroeid tot een internetmeme. 

## Beschrijving

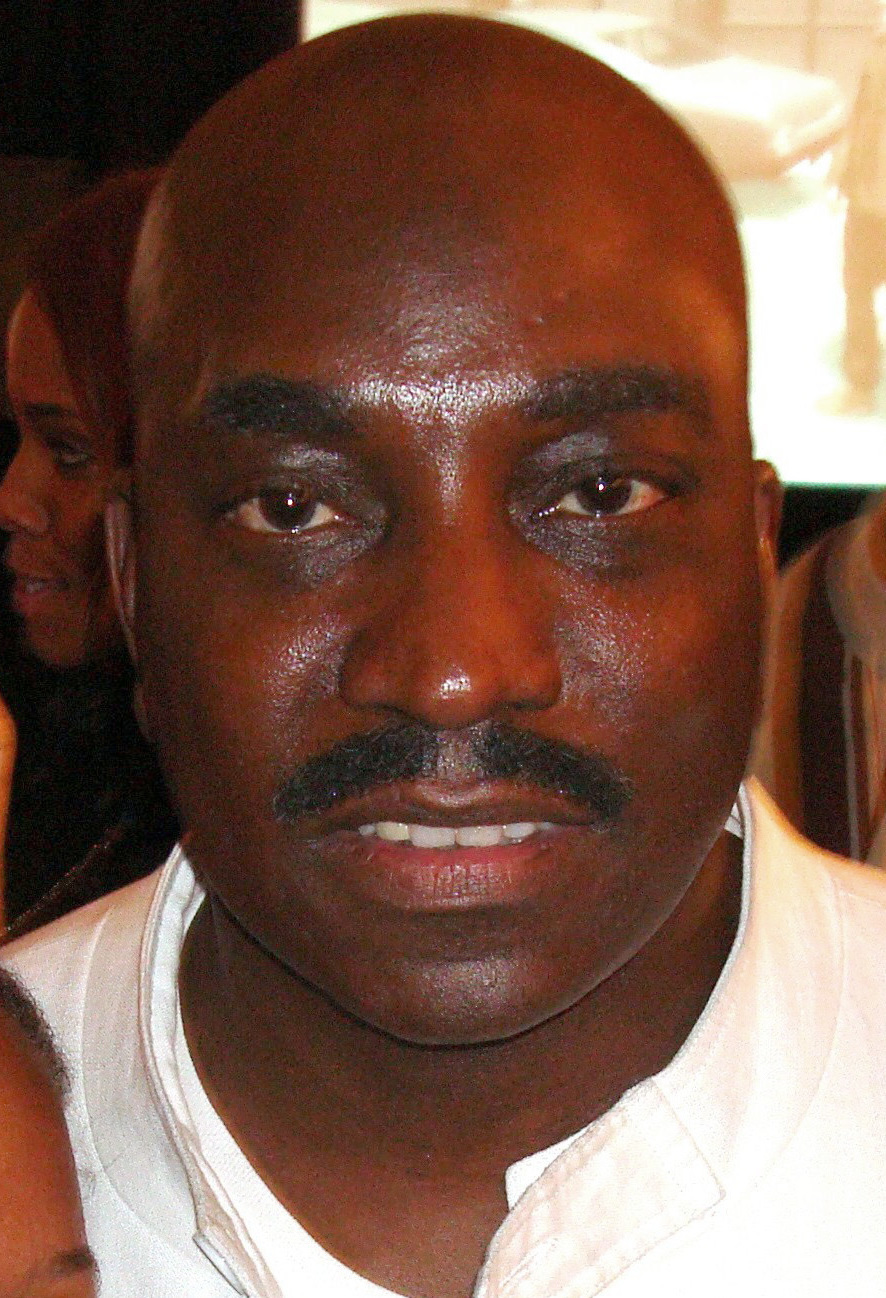
Clifton Powell, stemacteur van Big Smoke

Melvin "Big Smoke" Harris is een van de voornaamste leden van de straatbende Grove Street Families (de tweede in rang achter Sean Johnson alias Sweet) en samen met Lance "Ryder" Wilson (rapper MC Eiht) een van de jeugdvrienden van het bespeelbare hoofdpersonage Carl "CJ" Johnson, Sweets jongere broer, in het computerspel Grand Theft Auto: San Andreas dat werd uitgebracht op 26 oktober 2004. 
Big Smoke wordt uiteindelijk een van de machtigste schurken (antagonist) in het criminele circuit van Los Santos, de stad waar de verhaallijn van het spel begint. Big Smoke lijdt aan obesitas. Het hese stemgeluid van acteur Clifton Powell zorgde er mee voor dat het personage markanter was dan enig ander personage in het spel, alhoewel vermaarde acteurs als Frank Vincent en Samuel L. Jackson een grote bijdrage aan het spel hebben geleverd. Hij werd samen met Ryder het meest gewaardeerde personage, ondanks het statuut dat ze later in het spel verkregen. 
Big Smoke vormt een bron van mysterie. Hij staat bekend om diepzinnige uitspraken als "Same things make us laugh, make us cry" en "Like it says in the book... We are both blessed and cursed" en werd het onderwerp van met name twee internetmemes. Hij woont niet meer in de wijk, maar daar waar de aartsrivalen van de Ballas operatief zijn. Wanneer CJ in zijn ouderlijk huis rouwt om zijn moeder blijkt hij aanwezig te zijn in het huis (CJ's familie niet, die zijn al op het kerkhof bij de begrafenis).
Veel gamers vroegen zich navenant af wat Big Smoke uitspookte in het ouderlijke huis van Johnson als hij dat voor het eerst in vijf jaar tijd opnieuw betreedt, enkele dagen na de moord op CJ's moeder Beverly. Hij weet niet of realiseert zich niet dat CJ terug is doch hij komt gewapend met een knuppel uit de keuken. Hij en CJ's zus Kendl blijken wel de enigen die blij zijn CJ terug te zien. Het lijkt er al vroeg op dat Big Smoke zaken te verbergen heeft (reeds tijdens de missies die volgen op het begin van het spel). 
De missies die Big Smoke zelf aan de speler geeft, mogen spectaculair en (indien de realiteit) levensgevaarlijk worden genoemd. Vaak blijkt hij zich bezig te houden met sinistere praktijken die zijn bende geen centimeter vooruit helpen. In de missie "Just Business" vraagt hij, als hoogstaand ganglid, aan de speler om te helpen met het afschudden van de Russische maffia waarmee hij ruzie heeft. Een calvarietocht door Los Santos volgt om te ontkomen.

## Cultstatus

### Big Smoke's Order
I'll have two number 9s, a number 9 large, a number 6 with extra dip, a number 7, two number 45s, one with cheese, and a large soda.
Vertaling: Ik neem twee [gewone/kleine] nummers 9, een grote nummer 9, een nummer 6 met dipsaus, een nummer 7, twee nummers 45, een [nummer 45] met kaas, en een grote soda.
Big Smoke eet graag en steekt zijn liefde voor eten ook niet weg. Tijdens de missie "Drive Thru" bestellen Big Smoke, Sweet, Lance "Ryder" Wilson en de speler (Carl "CJ" Johnson) kip in een Cluckin' Bell (in-game gecombineerde versie van Kentucky Fried Chicken en Taco Bell) waarbij Big Smoke een enorme bestelling laat opnemen op de muziek van het nummer "B.Y.S. (Bust Your Shit)" van Amerikaans hiphopduo Gang Starr. 
De bestelling van Big Smoke ging na verloop van tijd een eigen leven leiden op het internet als "Big Smoke's Order". In 2017 waagde de youtuber Matt Stonie zich aan de bestelling van Big Smoke. De bestelling bevatte 9.050 calorieën.

### Wrong Side of the Tracks

#### Achtergrond
De Grand Theft Auto-serie draaide in de tijd van Grand Theft Auto: San Andreas (en voorgangers en dichte opvolgers daarvan) louter om het voltooien van missies om progressie te boeken in de singleplayer-verhaallijn. 
Er bestond toen geen multiplayer-ervaring voor consoles. In 2003 ontwikkelde Rockstar North, ontwikkelaar van het eigenlijke spel, Multi Theft Auto, maar dan exclusief voor Microsoft Windows. 
Wel was er een co-op-modus aanwezig voor consoles (twee controllers, één console), maar die telde niet mee voor de verhaallijn van het spel. 
De Big Smoke-missie "Wrong Side of the Tracks" (Engels idioom: De verkeerde kant van de sporen, de titel van de missie refereert aan de buurten van een stad waar armere mensen wonen) groeide uit tot een van de meest frustrerende GTA-missies aller tijden. 
De missie geldt samen met de missie "Supply Lines" van het nerdy personage Zero (David Cross), waarin de speler een modelstuntvliegtuig (zelfde principe als dergelijke helikopter) bestuurt en hiermee bestelwagens en motoren dient te vernietigen met gelimiteerde benzine en onhandige besturing terwijl hij het vliegtuig tegen hen moet beschermen, over het algemeen als de moeilijkste (verhaallijn-)missie uit het spel. Hoewel er sinds release handige tips zijn uitgebracht, is onderstaande de door de makers veronderstelde manier om de missie "Wrong Side of the Tracks", door Big Smoke aan de speler gegeven, te voltooien.

#### De missie
Volgens de verhaallijn onderscheppen CJ en Big Smoke een bende die een drugsdeal sloot in San Fierro, de tweede stad waar de speler tijdens het spel toegang tot krijgt (op dat punt in het spel nog niet). Ze arriveren net op tijd om de bendeleden te onderscheppen (desondanks heeft de speler wel onbeperkte tijd om naar het station te rijden). 
De speler (als Johnson) moet een drie wagons tellende trein achterna op een crossmotor. De speler (Johnson) bestuurt de motor, Big Smoke zit achterop. Big Smoke moet niet minder dan drie leden — oorspronkelijk vier leden (zie opmerkingen onder) — van de Mexicaanse bende Los Santos Vagos, die bovenop de eerste wagon staan, dood schieten vanop de motor; het enige doel van de missie. Veel spelers falen de missie bij de eerste poging (of tig pogingen). Tijdens de missie kan het lang duren vooraleer de bendeleden dood zijn en Big Smoke schiet de leden een voor een dood. Bovendien heeft men geen eeuwigheid de tijd. Ondanks het duidelijke doel van de missie falen spelers de missie met sprekend gemak. Dat heeft verschillende redenen.
Het falen van de missie kan ten eerste tot stand komen omdat de crossmotor niet altijd even recht stuurt, alhoewel het net de bedoeling is om Big Smoke goed te laten richten door recht te sturen en dus ver genoeg van de trein te blijven (niet te dicht doch ook niet te ver). Spelers verwijzen ook naar de schietkunsten van Big Smoke oftewel het gebrek daaraan. Big Smoke zou stoppen met schieten en dan weer doorgaan, waardoor spelers kostbare tijd verliezen (echter heeft dit betrekking met de afstand van de crossmotor tot de treinwagons). Daarnaast is er de scripttaal van de missie. Het begin van het traject is (te) gemakkelijk te noemen. Allicht maakte men de missie hierna erg moeilijk. Het tweede gedeelte is heuvelachtig en offroad, hetgeen de missie vanaf daar uitdagender maakt (na een spoortunnel). Bovendien liggen enkele obstakels op de sporen (ontploffende auto's van Los Santos Vagos) en komen in totaal ook nog eens twee treinen uit de andere richting, waarop men kan botsen en men valt van de crossmotor. Daardoor kan de trein mogelijk te ver voor de speler uit rijden, heeft men veel moeite om opnieuw bij de eerste wagon te komen of – in geval van een resem botsingen en dus een te grote achterstand – verliest men de trein en faalt men onherroepelijk de missie (eventueel zonder één dode). Als dat scenario zich voordoet, zal Big Smoke geërgerd reageren en hetzelfde zeggen als in onderstaand scenario. 
Opmerkingen; er doen zich voor, in en na de spoortunnel enkele gescripte zaken voor: 
- Enkele meters na vertrek bij het station (Unity Station) maken de treinsporen al meteen een scherpe bocht naar links. Eén bendelid zal 'zijn hoofd stoten' aan een stalen balk (staaf) die over de sporen hangt, en zal hierdoor automatisch komen te overlijden. Dit vierde bendelid (hij die achteraan staat) blijkt ook immuun voor kogelschade. Big Smoke zal hem in geen enkel geval kunnen doden voor het moment waarop het punt waarop hij volgens het script sterft wordt bereikt. Er blijven altijd drie leden over na dat punt.
- Een trein komt uit de tegenovergestelde richting ter hoogte van de wijk Jefferson. Ook ontploffen hier enkele bendevoertuigen van de Vagos-bende. Spelers dienen hier voor op te passen.
- Bij het inrijden van de spoortunnel zal het tweede Vagos-bendelid van vooraan op de trein te beginnen — het middelste indien ze nog met z'n drieën zijn — altijd van de trein vallen (tenminste van de wagon) en zal zich proberen vast te klampen aan de trein. Hij zal er steeds in slagen om terug op de trein te klimmen, waarna Big Smoke opnieuw moet proberen hem uit te schakelen. Op het moment dat hij aan de trein bengelt, is het bendelid immuun voor kogelschade.
- Na het uitrijden van de spoortunnel zal enkele meters verderop altijd een trein uit de tegenovergestelde richting komen, met als verschil dat de sporen een flauwe bocht nemen. Dat maakt het gevaarlijker voor spelers in vergelijking met de eerste trein uit andere richting die ze goed zien aankomen. Daarom wordt van tevoren door de makers aangeraden om het off-road paadje te kiezen. Het is mogelijk om gewoon op de sporen te blijven en uiterst rechts te blijven rijden, wat echter stuurmanskunst vraagt van spelers en bovendien verliest men kostbaar terrein.

Uiteindelijk bereikt de trein na een lange achtervolging en indien de leden nog niet allemaal dood zijn een spoorbrug die leidt naar de stad Las Venturas, die voor de speler nog niet toegankelijk is op dat punt van het spel. Wanneer de trein de spoorbrug nadert spoort dat Big Smoke aan om Johnson en de speler verontwaardigd toe te roepen: "All we had to do was follow the damn train, CJ!" ("Het enige wat we moesten doen was de verdomde trein volgen!"), waarna de missie is gefaald. De opmerking werd een beroemde internetmeme omdat Big Smoke het laat klinken alsof de missie zeer gemakkelijk is. De meme kreeg de naam "Follow The Damn Train, CJ!".

## Bijzonderheden
- Big Smoke gelijkt naar uiterlijk sterk op zijn vertolker Clifton Powell, maar ook op de Amerikaanse rapper The Notorious B.I.G. (Christopher Wallace alias Biggie Smalls). Daarvan zou zijn naam kunnen zijn afgeleid. Big Smoke heeft een vol gelaat en heeft een ringbaardje. In previews (bèta) van Grand Theft Auto: San Andreas droeg Big Smoke een witte basketbaltrui zonder hoed. Zijn ontwerp is veranderd in de definitieve versie. Big Smoke draagt een hoed en een zwarte leesbril, een wit hemd met opgestroopte mouwen onder een groen shirt en blauwe jeans (groen is de kleur van de Grove Street Families). Een standbeeld in zijn "crackpaleis" (zijn buitenproportioneel groot herenhuis, oppervlakte interieur komt niet overeen met oppervlakte perceel) toont de outfit uit de previews.
- Bekende youtubers brachten filmpjes uit met het personage Big Smoke in een centrale rol, nadat het personage verwerd tot een internetmeme. De door Clifton Powell ingesproken tekst uit het originele spel werd herwerkt tot heuse verhalen of korte filmpjes, doorgaans met een komisch doel (inclusief andere populaire personages uit het spel). Vooral enkele doorgaans korte Source Filmmaker-filmpjes van de Russische youtuber DaFuq!?Boom! werden reeds meer dan een miljoen keer bekeken.
- Er bestaan verschillende filmpjes waarin bij de missie "Wrong Side of the Tracks" de rollen van Big Smoke en CJ worden omgedraaid met co-op (NB: enkel mogelijk met pc-mod met "drop-in" en "drop-out": twee spelers kunnen normaal geen singleplayer-missies spelen omdat co-op zelf als een 'missie' is ingesteld). De 'echte' Big Smoke wordt bij het station ter plaatse gelaten. Speler twee neemt de gedaante van Big Smoke aan (speler twee mag een avatar kiezen), maar bestuurt nu de motor met Carl achterop. Big Smoke kan worden achtergelaten, wat nutteloos is in solo-modus want het spel verlangt het niet (het bericht You left Big Smoke behind, go get him verschijnt, "Je hebt Big Smoke achtergelaten, ga hem ophalen"). Met betrekking op een bepaalde tip werd Big Smoke achterlaten essentieel.